# Vuelta a la Comunidad de Madrid 2016
Die 29. Vuelta a la Comunidad de Madrid 2016 war ein spanisches Straßenradrennen. Das Etappenrennen fand am 7. und am 8. Mai 2016 statt und gehörte zur UCI Europe Tour 2016 in der Kategorie 2.1.

## Wertungstrikots
| Etappe         | Etappensieger         | Gesamtwertung    | Punktewertung    | Bergwertung  | Teamwertung                   |
| -------------- | --------------------- | ---------------- | ---------------- | ------------ | ----------------------------- |
| 1              | Juan José Lobato      | Juan José Lobato | Juan José Lobato | Heiner Parra | Caja Rural-Seguros RGA        |
| 2              | Juan Sebastian Molano | Juan José Lobato | Juan José Lobato | Heiner Parra | Euskadi Basque Country-Murias |
| Wertungssieger | Wertungssieger        | Juan José Lobato | Juan José Lobato | Heiner Parra | Euskadi Basque Country-Murias |